# Cnidoscolus rostratus
Cnidoscolus rostratus är en törelväxtart som beskrevs av Cyrus Longworth Lundell. Cnidoscolus rostratus ingår i släktet Cnidoscolus och familjen törelväxter.

## Underarter
Arten delas in i följande underarter:
- C. r. glabratus
- C. r. hintonii
- C. r. rostratus